# KT Eridani
KT Eridani è un sistema stellare binario situato nella costellazione dell'Eridano che ha dato origine a fine novembre 2009 ad una nova appartenente alla sottoclasse delle nove molto veloci. Il fenomeno della nova è stato scoperto il 25 novembre 2009 dall'astrofilo giapponese Kōichi Itagaki. Sebbene sia stata osservata una sola esplosione, si ritiene che il sistema appartenga al tipo nova ricorrente, più esattamente al sottotipo U Sco, con un periodo di ricorrenza dell'ordine dei 50 anni  . La nova è stata classificata come di tipo spettrale  He/N . Nel 2023 è stato scoperto che ha dato origine ad un resto di nova di dimensioni giganti.

## Caratteristiche del sistema
Il sistema è costituito da una nana bianca, con una massa stimata in 1,15-1,25 masse solari , e da una stella secondaria, una stella subgigante . Attorno alla primaria ruota un disco di accrescimento costituito principalmente da idrogeno che viene dalla secondaria. Le due stelle ruotano attorno al baricentro del sistema con un periodo di 2,61595 giorni . Il sistema quando è quiescente varia di luminosità di circa 1 magnitudine.